# 꼬리구름

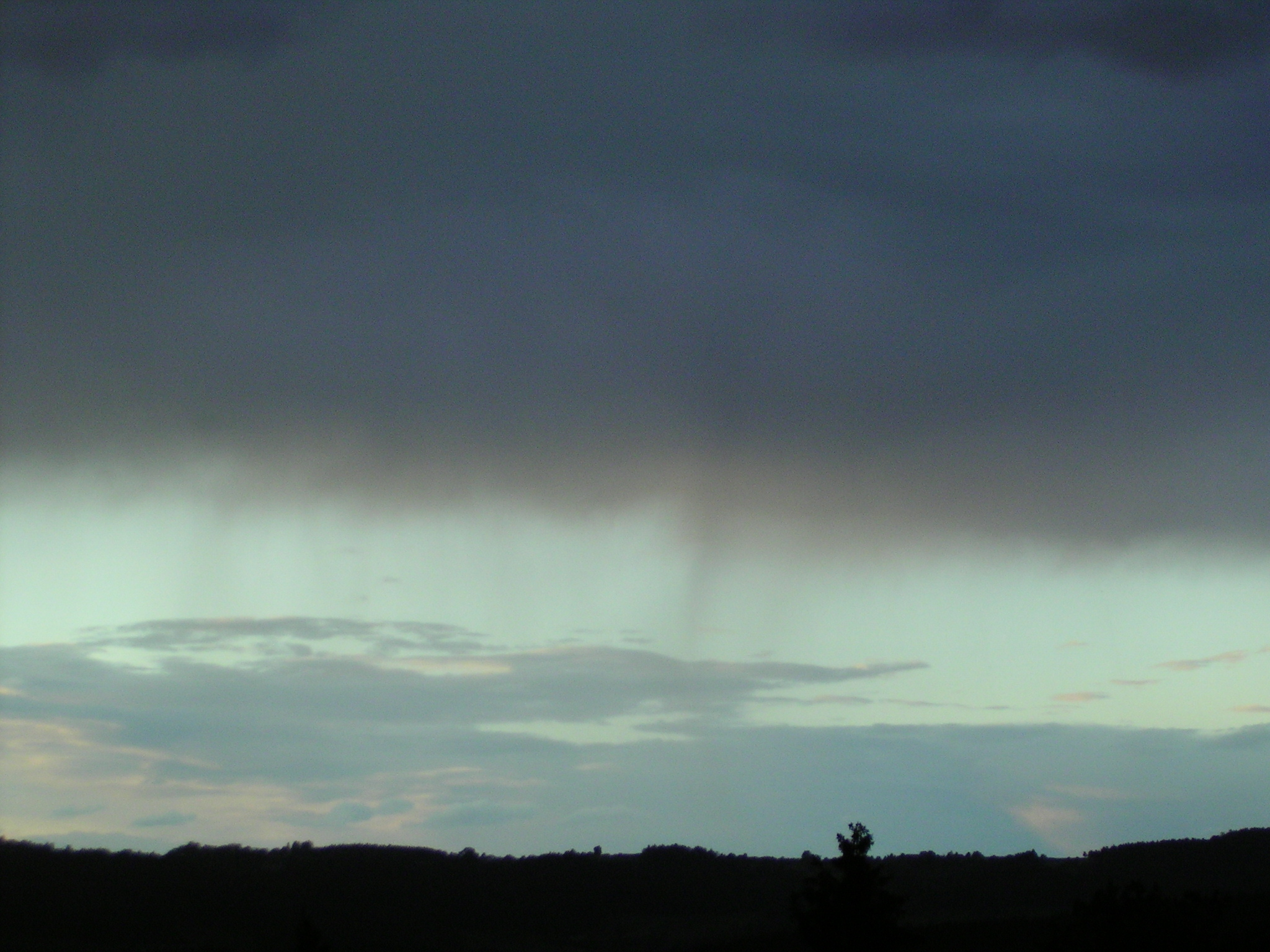
난층운의 꼬리구름

꼬리구름, 미류운, 비르가(virga)는 땅에 도달하기 전에 증발하거나 승화하는 구름에서 떨어지는 관찰 가능한 줄무늬 또는 강수이다. 높은 고도에서는 주로 녹으며 최종적으로 증발하기 전에 얼음 결정의 형태로 내린다. 이는 압축 가열로 인해 발생하는 경우가 많다. 공기 압력이 지면에 가까워질수록 증가하기 때문이다. 사막과 온대 기후에서 매우 흔하다. 북미에서는 미국 서부와 캐나다 대초원에서 흔히 볼 수 있다. 중동, 호주, 북아프리카에서도 매우 흔하다.
꼬리구름은 비가 액체에서 증기 형태로 바뀌면서 물의 높은 기화열로 인해 공기에서 상당한 양의 열을 제거하기 때문에 다양한 날씨 효과를 일으킬 수 있다. 이러한 냉각 하강 기류로 떨어지는 강수량은 결국 땅에 도달할 수 있다. 어떤 경우에는 이러한 차가운 공기 주머니가 빠르게 하강하여 항공에 극도로 위험할 수 있는 습하거나 건조한 마이크로버스트를 생성할 수 있다. 반대로, 높은 고도에서 증발하는 강수량은 낙하하면서 압축적으로 가열될 수 있으며, 이로 인해 표면 온도가 실질적이고 빠르게 따뜻해질 수 있는 돌풍이 발생할 수 있다. 매우 드문 현상인 열 파열은 공기가 극도로 건조한 경향이 있다.
꼬리구름은 또한 폭풍 세포를 심는 역할을 한다. 이는 한 구름의 작은 입자가 인접한 과포화 공기로 날아가서 다음 천둥 구름이 형성되기 시작하는 핵 생성 입자 역할을 하기 때문이다.

## 같이 보기
- 빛기둥